# Alla Grebennikova
Alla Grebennikova (en ruso: Алла Гребенникова) (Moscú, Rusia 24 de febrero de 1949) es una nadadora retirada que representó a la Unión Soviética especializada en pruebas de estilo braza. Fue subcampeona de Europa en la prueba de 200 metros braza durante el Campeonato Europeo de Natación de 1970.
Participó en los Juegos Olímpicos de México 1968 con la selección de la Unión Soviética.

## Palmarés internacional
| Campeonato Europeo de Natación | Campeonato Europeo de Natación | Campeonato Europeo de Natación | Campeonato Europeo de Natación |
| Año                            | Lugar                          | Medalla                        | Prueba                         |
| ------------------------------ | ------------------------------ | ------------------------------ | ------------------------------ |
| 1970                           | Barcelona ( España)            | Medalla de plata               | 200 m braza                    |
| 1970                           | Barcelona ( España)            | Medalla de bronce              | 100 m braza                    |